# Болдуин Фиц-Гилберт
Болдуин (Балдуин) Фиц-Гилберт (англ. Baldwin FitzGilbert), также известный как Балдуин де Мёле (фр. Baldwin de Meulles; умер между 1086 и 1090) — англо-нормандский аристократ, родственник Вильгельма Завоевателя, младший брат Ричарда Фиц-Гилберта. Как и старший брат, принимал участие в нормандском завоевании Англии, после которого получил обширные владения в Англии (в основном в Девоне). В источниках упоминается также как Болдуин из Эксетера (англ. Baldwin of Exeter) и Болдуин Шериф (англ. Baldwin the Sheriff), поскольку занимал должность шерифа Девона.

## Происхождение и молодые годы
Болдуин происходил из побочной ветви Нормандского герцогского дома, родоначальником которой был Жоффруа, граф де Брион и д’Э, незаконнорожденный сын герцога Нормандии Ричарда I. Его сыном был Гилберт, граф де Брион и д’Э, отец Болдуина. Имя матери Болдуина в первичных источниках не упоминается. По одной версии ею была Гуннора д’Ону (около 984 — ?), дочь Балдерика Тевтонца, сеньора Баквиль-ан-Ко, по другой — Гуннора де Крепон (около 933—1031), дочь Херфаста де Крепона, вдова герцога Нормандии Ричарда I.
Болдуин, вероятно, родился в Нормандии. Он был вторым из сыновей Гилберта де Брионна, младшим братом Ричарда. Гилберт был одним из опекунов малолетнего нормандского герцога Вильгельма, а с 1039 года фактическим правителем Нормандии, так что, возможно, его сыновья, ещё будучи детьми, познакомились с герцогом. Примерно в 1040 году Гилберт де Брионн, по сообщению Ордерика Виталия, был убит людьми Рауля де Гасе, одного из своих соперников. Хронист сообщает, что сыновья убитого, Ричард и Болдуин, вместе со своими наставниками бежали во Фландрию.
Примерно в 1050 году состоялась свадьба герцога Вильгельма II и Матильды Фландрской. Ордерик Виталий сообщает, что по просьбе Бодуэна V, графа Фландрии, Вильгельм принял обратно братьев Фиц-Гилбертов и даровал им земельные владения в южной части Центральной Нормандии: Ричард получил Бьенфет и Орбек, Болдуин — Ле-Сап и Мёле. Косвенным подтверждением сообщения хрониста является факт, что имя Ричарда присутствует на хартиях герцога Вильгельма до 1040 и после 1053 года, но не упоминается в период между этими годами. С момента возвращения Ричард и Болдуин состояли при дворе герцога. Хотя замок Брион им возвращён не был, они сохранили формальные права на него.

## Английский барон
Ордерик Виталий включил Болдуина и его брата Ричарда в число видных мирян при дворе герцога Вильгельма в 1066 году. Хотя нет документального подтверждения их участия в битве при Гастингсе, однако их участие в Нормандском завоевании Англии и самой битве вполне вероятно. В 1068 году ставший королём Вильгельм отправился в Юго-Западную Англию, чтобы подавить сопротивление англосаксонской знати, возглавляемой Гитой, матерью последнего англосаксонского короля Гарольда II Годвинсона. Там он приказал построить в Эксетере замок, который отдал Болдуину. Вскоре Болдуин получил должность шерифа Девона, которую он занимал ещё в 1086 году. Согласно «Книге Страшного суда» в 1086 году Болдуин, названный как «Болдуин Шериф» (лат. Baldvinus Vicecomes), был главным землевладельцем-мирянином в Девоне.
Владения Болдуина были сосредоточены вокруг Эксетера и Оукхэмптона, простираясь вдоль долины реки Торр к северному побережью Девона. Также в «Книге Страшного суда» упоминается принадлежавший Болдуину замок Окгемптон. Все эти земли до нормандского завоевания принадлежали различным землевладельцам; этот факт, а также обязательство рыцарской службы, по которому он держал 90 фьефов, вероятно, предполагает, что основной причиной создания феодальной баронии Окгемптон (как её стали называть позже) были военные соображения. Кроме того, тот факт, что все английские маноры Болдуина были сосредоточены в Юго-Западной Англии, скорее всего, указывает на то, что он наиболее активен был на ранней стадии завоевания, но не участвовал в захвате земель Центральной и Северной Англии. При этом его земельные владения в целом были не такими ценными, как у его старшего брата Ричарда.
Имя Болдуина присутствует в качестве свидетеля на некоторых королевских хартиях, поэтому он, очевидно, иногда бывал при королевском дворе.
Как и старший брат Ричард, Болдуин передал земли из своих нормандских владений монастырю Бек, который, очевидно, был главным семейным монастырём.
Точный год смерти Болдуина неизвестен. Последний раз он упоминается в 1086 году в «Книге Страшного суда». Имена Болдуина и его брата Ричарда, «умерших недавно», упоминаются в описанном Ордериком Виталием видении священника из Лизье Бонневеля, датированным 1 января 1091 года.
Владения Болдуина были разделены между его двумя сыновьями: Роберт получил нормандские земли, а Уильям — земли в Юго-Западной Англии.

## Брак и дети
Известно, что жена Болдуина была родственницей Вильгельма Завоевателя. В позже созданной хронике аббатства Форд её имя указано как Альбреда, однако в герцогской хартии 1066 года и «Книге Страшного суда» женой Болдуина указана Эмма. Существует два возможных объяснения: илт в написанной позже хронике ощибка в имени, или Болдуин мог быть женат дважды. Историк К. Китс-Роэн предположила, что Эмма могла быть дочерью Ричарда ле Гоза, виконта Авранша.
У Болдуина известно несколько детей:
- Роберт Фиц-Болдуин (умер после декабря 1101), сеньор де Ле-Сап и де Мёле с 1086/1090[6][7].
- Уильям Фиц-Болдуин (умер в 1096), феодальный барон Оукхэмптона с 1086/1090[6][7].
- Ричард Фиц-Болдуин (умер в 1137)[6][7].
- Адела (умерла 24 августа 1142); имя её мужа неизвестно, но её дочерью была Алиса, унаследовавшая Оукхэмптон; её мужем был Рандульф Авенелл[6][7].
- Эмма; муж: Гуго де Уофт[6][7].
- дочь[6].

Также у Болдуина известен один незаконнорожденный сын:
- Вигер (умер около 1133), монах в Беке[6][7].